# Benito de Ambrona
Benito de Ambrona Carpio (Sigüenza, 7 de abril de 1641-Sigüenza, 14 de agosto de 1683) fue un compositor y maestro de capilla español.

## Biografía
Benito de Ambrona Carpio nació en Sigüenza, en la provincia de Guadalajara, el 7 de abril de 1641, hijo de Benito de Ambrona Carpio y María de Mingo. Su nombre debería haber sido Benito de Ambrona y Mingo, pero no se ha encontrado documentación con ese nombre y el maestro siempre firmó como Ambrona Carpio por razones desconocidas. Tanto los padres como los abuelos eran originario de la ciudad. Como era de esperar, se educó musicalmente en la Catedral de Sigüenza, ingresando como mozo de la capilla de música, donde ya habían ingresado otros dos Ambrona: José de Ambrona y Martín de Ambrona, posiblemente familia de Benito. Permaneció en el coro hasta mayo de 1659, cuando fue despedido por el cabildo por haber perdido la voz con la limosna acostumbrada. Se desconoce dónde amplió sus estudios musicales.
En octubre de 1663 el maestro Alonso de Torices dejó el magisterio de la Catedral de Sigüenza, en el que apenas había pasado unos meses, para ocupar el mismo cargo en la Catedral de Zamora. El cabildo dedicó organizar unas oposiciones a las que se presentaron, además de Ambrona, maestros de capilla de la talla de José Gargallo; Cristóbal Galán, maestro de la Encarnación de Madrid; o Juan Pérez Roldán, maestro de las Descalzas Reales. Inicialmente el cargo fue para Galán, que lo rechazó por miedo al frío seguntino, por lo que el 11 de enero de 1664 se nombró a Benito de Ambrona maestro interino a la espera de la provisión definitiva. En abril de 1665 solicitó permiso para dirigirse a Madrid para realizar alguna oposición, posiblemente para presionar al cabildo a que le diera el cargo en posesión. Parece que funcionó, porque el 16 de noviembre de 1665 el cabildo votó entre el maestro de Murcia, que obtuvo 16 votos, y Ambrona, que obtuvo 19 votos.
En 1670 se le concedieron cien ducados en su renta del magisterio para ordenarse «de misa», con la obligación de residir en Sigüenza. Parece que Ambrona era viudo y que su esposa había fallecido antes de su nombramiento para maestro de capilla, en cualquier caso, antes de 1670, fecha en que accedió al sacerdocio. En 1677 fallecería el tiple Pedro Marín, por lo que Ambrona pudo obtener la casa que el cabildo tenía asignada a Marín. Esto da una idea de la importancia del tiple, que estaba a la misma altura que el organista y solo ligeramente por debajo del maestro de capilla.
Tras dieciocho años de servicio, las actas capitulares dan noticia del fallecimiento del maestro:

Cabildo pleno: muerte del maestro de capilla. En la ciudad de Sigüenza, sábado 14 de agosto de 1683 años, los Srs. deán y el Cabildo de esta Sta. Iglesia de Sigüenza dan cuenta cómo ha sido su Divina Majestad servido llevarse para sí al licenciado Benito de Ambrona y Carpio, maestro de capilla de esta Sta. Iglesia, y cómo había sido su voluntad enterrarse en el claustro de ella, en la landa de la Concepción y en la misma sepultura donde estaba enterrada su mujer, y que, como testamentario suyo, suplicaba al Cabildo fuese servido concedérselo y asimismo hace la gracia de que se le enterrase como a prebendado, en atención a haber servido a dicho ministerio veinte años poco más o menos, con toda puntualidad, acierto y aprobación y el Cabildo, en consideración de la buena ley con que ha servido, y haber sido ministro en quien concurrieren las circunstancias referidas, le hizo gracia de dicha sepultura, pagando sus derechos a la obra y fábrica. Y mandó se le enterrase prebendado, tocándole la campana mayor, exceptuando sólo la expiración y el ponerse capa de coro como está acordado para todos los entierros de Srs. prebendados, y que de dicho entierro y misa de cuerpo presente no se le lleve cosa alguna porque desde luego se le hace gratis. Y que si se le hicieron oficios los pague como los pagan los Srs. prebendados y que esta gracia se entienda ser singular y sin que en ningún tiempo pueda servir de ejemplar.
Actas capitulares de la Catedral de Sigüenza, 1638

Tras el fallecimiento de Ambrona el magisterio no fue ocupado y se repartieron las responsabilidades entre el arpista, Blás López; el primer tiple; y el organista, Pedro Jerónimo Borobia. Un año tras el fallecimiento del maestro Ambrona se concedió el magisterio a José Lillo Alfonso, maestro de capilla de la Catedral de Teruel.

## Obra
A pesar de que las actas capitulares indican que existían composiciones suyas, no se conservan obras de Ambrona en el archivo musical de la Catedral de Sigüenza.